# 科希夫卡 (阿納尼耶夫區)
47°39′32″N 30°9′36″E / 47.65889°N 30.16000°E
科希夫卡（烏克蘭語：Кохівка）是位於烏克蘭西南部的村莊，由敖德萨州波季利斯克区的阿南伊夫市鎮負責管轄。該村始建於1849年，面積1.54平方公里，海拔高度63米，2001年人口366，人口密度每平方公里237.66人。